# Weimar Marcos Rodrigues
Weimar Marcos Rodrigues (n. Curitiba, Brasil, 9 de agosto de 1984) y es un futbolista brasileño. Juega de delantero y actualmente milita en el Lajeadense (RS), equipo del Campeonato Gaúcho.

## Clubes
| Club            | País   | Año         |
| --------------- | ------ | ----------- |
| Cianorte FC     | Brasil | 2006 - 2009 |
| Guarani FC      | Brasil | 2009        |
| Guarani (CE)    | Brasil | 2010        |
| Chapecoense     | Brasil | 2010        |
| Cianorte FC     | Brasil | 2011 - 2012 |
| Camboriú FC     | Brasil | 2012        |
| Coquimbo Unido  | Chile  | 2013        |
| Cianorte FC     | Brasil | 2014        |
| J.Malucelli     | Brasil | 2015        |
| Lajeadense (RS) | Brasil | 2015        |